# Julian Negulesco
Julian Negulesco, né Iulian Negulescu le 22 janvier 1946 à Ploiești (Roumanie), est un acteur français d'origine roumaine.

## Filmographie partielle
- 1971 : Bof... Anatomie d'un livreur de Claude Faraldo : le livreur
- 1972 : Chère Louise de Philippe de Broca : Luigi
- 1973 : Un officier de police sans importance : Dov
- 1975 : La Soupe froide de Robert Pouret : Luc
- 1976 : L'Affiche rouge de Frank Cassenti : Spartaco
- 1976 : L'Arriviste de Samy Pavel : Marc
- 1978 : La Barricade du point du jour de René Richon : le général Dombrowski
- 1987 : Le Jupon rouge de Geneviève Lefebvre : David
- 1991 : L'Autre de Bernard Giraudeau
- 2009 : Le Premier Cercle de Laurent Tuel : Daniel
- 2010 : Le Voyage du directeur des ressources humaines de Eran Riklis : le vice-consul

## Doublage

### Cinéma

#### Films
- 1995 : Congo : Herkermer Homolka (Tim Curry)
- 2024 : Wolfs : Dimitri (Zlatko Burić)